# Das Konklave
Das Konklave ist ein deutsch-kanadisches Historiendrama des Regisseurs Christoph Schrewe aus dem Jahr 2006, das die Geschichte des Konklaves von 1458 erzählt. Der Film wurde am 7. September 2006 beim Filmfest Hamburg uraufgeführt. Der deutsche Kinostart war am 1. November 2007.

## Handlung
Der Film erzählt die Geschichte des Konklaves von 1458 aus der Sicht des jungen Spaniers und Kardinalvizekanzlers Rodrigo Borgia. Sein Onkel, Papst Kalixt III., liegt im Sterben. In der Stadt Rom herrschen Unruhe und Unmut über alles Spanische, insbesondere die Borgia. Rodrigo Borgia wird von seiner Geliebten Vanozza geholt und über den Tod seines Onkels unterrichtet. Gemeinsam mit seinem Bruder, Hauptmann Pedro Luis Borgia, schwebt er jetzt in Todesgefahr, da vor allem die Familie Orsini ihre verlorengegangenen Privilegien zurückgewinnen will, indem sie die Familie Borgia bekämpft.
Während sein Bruder aus Rom flüchtet, schafft es Rodrigo Borgia zum Konklave: das Treffen der Kardinäle, um aus ihren Reihen den neuen Papst zu wählen. Die zwei aussichtsreichsten Kandidaten sind der berechnende Franzose Guillaume d’Estouteville und Aeneas Sylvius Piccolomini aus Siena. Im Folgenden wird das Politisieren und Taktieren der Kandidaten um Stimmen gezeigt, das vor allem den Charakter aller Kardinäle offenbart. Inzwischen wurde Pedro Luis Borgia durch einen Ritter im Auftrag von Kardinal Orsini ermordet.
Nachdem die Papstwahl festgefahren ist, ist es Rodrigo Borgia, der den entscheidenden Schritt macht und Piccolomini mit einer Stimmenmehrheit zum Papstamt verhilft. Am Ende hat sich der am Anfang unreligiöse, nicht ernstzunehmende Rodrigo Borgia einen gewissen Respekt der anderen Kardinäle verdient. Er kehrt zu seiner Geliebten zurück.

## Produktion
Der Film wurde vom 10. Januar bis 10. Februar 2005 in Halifax, Kanada mit einem Budget von 3 Millionen US-Dollar gedreht. Die Produktion erfolgte durch Studio Hamburg International Production GmbH (SHIP) und Alexander Sextus Ltd. (Halifax) in Co-Produktion mit Téléfilm Canada und ARD Degeto. Der initiale Kino-Filmverleih erfolgte durch  Novapool Production GmbH.
Die Filmrechte für das Deutsche Fernsehen wurden von der ARD erstanden, die Rechte für das Britische und Kanadische Fernsehen gingen an CHUM Ltd., Kanada. Die Erstausstrahlung im Deutschen Fernsehen erfolgte am 12. April 2009 in der ARD.
Über das Entstehen der deutsch-kanadischen Zusammenarbeit sagt Sytze van der Laan, der Produzent von Studio Hamburg: „Wir hatten an einem eigenen Borgia-Projekt gearbeitet und dann herausgefunden, dass mein Freund und Kollege Paul Donovan selbst an einem eigenen Projekt arbeitete. Wir beschlossen, unsere Ressourcen zusammenzulegen. Er hatte die Drehbücher und ich liebte sie.“
Christoph Schrewe hatte mit Das Konklave nach mehreren Fernsehfilmen sein Debüt als Kinofilm-Regisseur.

## Kritiken
„Vielleicht versucht auch die katholische Kirche, ein wenig von diesem zeitgemäßen Sexappeal zu profitieren, indem sie Vorführungen des Films unterstützt. Das Bemerkenswerte an Das Konklave sind aber nicht die Oberflächenreize, sondern die Darsteller der alten Kirchenfürsten und ihr hartnäckiges Tauziehen um den obersten Posten im Namen des Herrn.“

„Die Inszenierung auf Fernsehspiel-Niveau setzt auf den Reiz der Schlüssellochperspektive und vermittelt dabei zu wenig an historischem Hintergrund der Figuren und der Zeitumstände.“

„Das Historiendrama bemüht sich, ein Sittengemälde der Zeit abzuliefern und versteht es, das Ereignis in einen breiten, historischen Kontext zu stellen.[…] Doch er macht Rodrigo auch zum romantischen Helden, der nach getaner Arbeit zur Geliebten heimkehrt, obwohl die in der Zwischenzeit auch Besuch von einem Orsini hatte. Das passt nicht so ganz zur historischen Figur des Rodrigo Borgia. Man darf sogar behaupten, dass Schrewe hier den Bock zum Gärtner macht. Immerhin wurde der später als Papst Alexander VI. (durch massive Wahlmanipulationen) zum Inbegriff päpstlicher Dekadenz, Machtgier und Unmoral. Rodrigos Hemmungslosigkeit steht stellvertretend für den schlechten Ruf des gesamten Borgia-Clans.“